# Alfred Körte

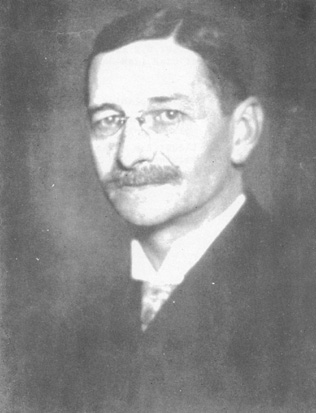
Alfred Körte.

Alfred Körte (* 5. September 1866 in Berlin; † 6. September 1946 in Leipzig) war ein deutscher Klassischer Philologe. Er hat sich besonders durch seine Forschungs-, Editions- und Übersetzertätigkeit um den Komödiendichter Menander verdient gemacht sowie durch die Entdeckung der antiken Stadt Gordion.

## Leben
Alfred Körte war eines von zehn Kindern des Arztes Friedrich Körte (1818–1914) und seiner Frau Marie, geb. Thaer (1832–1898). Zu seinen Geschwistern zählten der Archäologe Gustav Körte (1852–1917), der Chirurg Werner Körte (1853–1937), der Architekt Friedrich Körte (1854–1934), der Maler Martin Körte (1857–1929) und der Königsberger Oberbürgermeister Siegfried Körte (1861–1919).
Körte studierte an den Universitäten Berlin und Bonn Klassische Philologie, unter anderem bei Hermann Usener, und wurde 1890 in Bonn promoviert. Ab 1895 war er hier Dozent und wurde 1896 habilitiert. 1899 folgte er einem Ruf als außerordentlicher Professor an die Universität Greifswald. 1903 wechselte er als Nachfolger von Erich Bethe auf ein Ordinariat an der Universität Basel. 1906 folgte er Bethe an die Universität Gießen. 1914 wechselte er an die Universität Freiburg, 1917 nach Leipzig, wo er bis zu seiner Emeritierung 1934 wirkte. Bis 1926 war er in Leipzig Direktor der Studentischen Fürsorge. Im November 1933 unterzeichnete er das Bekenntnis der deutschen Professoren zu Adolf Hitler.
Körte war Mitglied der Sächsischen Akademie der Wissenschaften und des Deutschen Archäologischen Instituts. Die Philologisch-Historische Verbindung Gießen im Naumburger Kartellverband ernannte ihn zum Ehrenmitglied. Ebenso der Klassisch-Philologische Verein Leipzig.
Alfred Körte war ab 1896 mit Frieda Gropius (1873–1963), einer Tochter des Architekten Martin Gropius, verheiratet. Sie hatten drei Töchter und zwei Söhne, einer davon der Kunsthistoriker Werner Körte, die beide im Zweiten Weltkrieg fielen.

## Leistungen
Er entdeckt 1895 nach genauem Studium der Quellen und der Topographie die phrygische Stadt Gordion in Kleinasien, wo er im Jahr 1900 zusammen mit seinem Bruder Gustav Ausgrabungen durchführte.
Nach den umfangreichen Papyrusfunden des Dichters Menander 1905 besorgte Körte die maßgebliche Ausgabe, die erst nach seinem Tode durch neue Funde teilweise überholt wurde. Er besorgte auch eine Übersetzung der Komödien, die im Insel-Verlag erschien. Körtes Arbeit um Menander wird auch im Nachruf von Webster hervorgehoben.
Körte war der beste Kenner der griechischen Komödie seiner Zeit und bereicherte Paulys Realencyclopädie der classischen Altertumswissenschaft um zahlreiche Artikel. Er beschäftigte sich außerdem mit hellenistischer Dichtung. Gemeinsam mit seinem Freund Richard Heinze gab er ab 1923 die Zeitschrift Hermes heraus. Zu dem Ulrich von Wilamowitz-Moellendorff gewidmeten Band 1932 steuerte er einen Artikel Charakter bei, der einen Auszug aus seinen Menander-Studien gab.

## Veröffentlichungen (Auswahl)
- mit Gustav Körte: Gordion. Ergebnisse der Ausgrabung im Jahre 1900. Berlin 1904 (Digitalisat).
- Menandrea. Ex papyris et membranis vetustissimis. Leipzig 1910 (Digitalisat).
- Die griechische Komödie (= Aus Natur und Geisteswelt, Bd. 400). Leipzig 1914 (Digitalisat).
- Die hellenistische Dichtung. Leipzig 1925.